# Korenitka
Korenitka – wieś w Słowenii, w gminie Trebnje. W 2018 roku liczyła 46 mieszkańców.